# La sindrome del lago Saimaa
La sindrome del lago Saimaa (Saimaa-ilmiö) è un film del 1981 diretto da Aki Kaurismäki e Mika Kaurismäki. È un documentario su tre gruppi rock finlandesi, filmato a bordo del vaporetto SS Heinävesi durante il loro tour attorno al lago Saimaa.

## Trama
Le riprese del film partono dal 31 maggio fino a 7 luglio del 1981 e riprendono il tour "Tuuliajolla" dei gruppi Eppu Normaali, Hassisen Kone e Juice Leskinen Slam. La sindrome del lago Saimaa consiste in interviste ad artisti, più di 20 riprese di esecuzioni live e diverse canzoni in acustico filmate a bordo della nave.

## Produzione
Il titolo originale Saimaa-ilmiö è un adattamento dalla traduzione in finlandese del film thriller del 1979 Sindrome cinese (in finlandese: Kiina-ilmiö).